# Gerardo Corvalán
Gerardo Corvalán (San Isidro, Buenos Aires, Argentina; 18 de mayo de 1988) es un futbolista argentino. Juega como volante derecho, aunque también puede desempeñarse como lateral por ese sector y como volante central, y su primer equipo fue Unión Magdalena de Colombia. Actualmente milita en Desamparados de San Juan del Torneo Federal A.

## Trayectoria
Entre 1997 y 2009 perteneció a River Plate, donde realizó infantiles, inferiores y hasta jugó en reserva. En 2008 tuvo un breve paso por Unión Magdalena de Colombia donde jugó la Primera B.

## Clubes
| Club                          | País      | Año       | PJ  | G |
| ----------------------------- | --------- | --------- | --- | - |
| Unión Magdalena               | Colombia  | 2008      | 11  | 0 |
| Santamarina de Tandil         | Argentina | 2009-2010 | 36  | 1 |
| Desamparados de San Juan      | Argentina | 2010-2013 | 40  | 6 |
| Gimnasia y Esgrima de Mendoza | Argentina | 2013-2017 | 113 | 3 |
| Atlético Paraná               | Argentina | 2017-2018 | 25  | 4 |
| Desamparados de San Juan      | Argentina | 2018-2019 | 0   | 0 |
| Sarmiento de Resistencia      | Argentina | 2019-2020 | 0   | 0 |

## Palmarés

### Campeonatos nacionales
| Título           | Club                   | País      | Año  |
| ---------------- | ---------------------- | --------- | ---- |
| Torneo Federal A | Gimnasia y Esgrima (M) | Argentina | 2014 |

#### Otros logros
- Ascenso a Primera B Nacional con Sportivo Desamparados en el Torneo Argentino A 2010-11.[2]

- Ascenso a Torneo Federal A con Gimnasia y esgrima de Mendoza en el Torneo Federal B 2013
- Ascenso a Primera B Nacional con Gimnasia y Esgrima de Mendoza en el Torneo Federal A 2014.[3]